# Cúcuta

Cúcuta hay San José de Cúcuta, là thành phố ở đông bắc Colombia, thủ phủ của tỉnh Norte de Santander, gần biên giới với Venezuela. Thành phố có diện tích 1176 ki-lô-mét vuông. Thành phố này được kết nối đường bộ với Bogotá (thủ đô Colombia) và Caracas của Venezuela. Ngoài ra còn có tuyến đường sắt nối Cúcuta với sông Zulia. Thành phố này là một trung tâm thương mại quan trọng của khu vực trồng cây cà phê xung quanh. Khu vực này cũng là nơi khai thác dầu mỏ. Được thành lập năm 1734, Cúcuta ngày nay là một thành phố hiện đại và là một trong những thành phố đẹp nhất Colombia. Thành phố này đã được xây lại sau trận động đất năm 1875.